# Cercle de Tanger
Le cercle de Tanger est une circonscription préfectorale marocaine située dans la préfecture de Tanger-Assilah en région Tanger-Tétouan-Al Hoceïma. En 2024, la population légale est de 60 807 habitants. Elle forme avec le cercle d'Assilah, les deux cercles de la préfecture. Sa superficie est 411,93 km2.

## Géographie

### Composition
Le cercle est composé de 5 communes et 3 caïdats.
| Commune       | Caïdat     | Nombre d'habitants |
| ------------- | ---------- | ------------------ |
| Hjar Ennhal   | Boukhalef  | 27 204             |
| Dar Chaoui    | Dar Chaoui | 4 471              |
| Al Manzla     | Dar Chaoui | 2 680              |
| Laaouma       | Laaouma    | 19 187             |
| Sebt Azzinate | Laaouma    | 7 265              |

### Localisation
Le cercle se situe à la limitrophe de la municipalité de Tanger et de celle de Gueznaia.